# Federigo de Larderel
Federigo de Larderel, comte de Montecerboli (né le 21 avril 1815 à Livourne et mort le 29 janvier 1876  à Florence), est un homme politique italien du XIXe siècle.

## Biographie
Fils de François de Larderel, Federigo de Larderel est maire de Livourne de 1870 à 1874 et conseiller provincial. Il devient membre du sénat du royaume d'Italie en 1870.
Il est le père de Florestano de Larderel et le beau-père d'Arthur Harouard de Suarez d'Aulan.